# Het geheime raam
Het geheime raam (Secret Window, Secret Garden) is een verhaal van de Amerikaanse schrijver Stephen King. Het verhaal verscheen in de  verhalenbundel Four past Midnight (vertaald als: Tweeduister) en is in 2004 verfilmd. De inspiratie voor het verhaal waren de plagiaatbeschuldigingen die King zelf regelmatig toegeworpen kreeg.

## Plot
De gescheiden schrijver Mort Rainey krijgt op een dag in zijn afgelegen blokhut in Maine bezoek van John Shooter, een redneck uit Mississippi die hem ervan beschuldigt zijn verhaal te hebben gestolen (geplagieerd). Ter compensatie eist Shooter een verhaal dat hij onder zijn naam kan publiceren. Rainey wijst Shooter de deur, waarop deze een manuscript achterlaat dat inderdaad erg lijkt op Rainey's eigen verhaal over een man die zijn vrouw vermoordt. Shooters verhaal vertoont echter een manco: hij beweert het te hebben geschreven toen Rainey zijn verhaal al had gepubliceerd.
Wanneer Mort Shooters claim afwijst en diens ongelijk probeert te bewijzen, wordt deze gewelddadig. Shooter vermoordt diens kat, sticht brand bij zijn ex-vrouw Amy en doodt ook twee vrienden.
Uiteindelijk realiseert Mort zich dat Shooter een onderdeel van zijn eigen gespleten persoonlijkheid is, wanneer al zijn persoonlijke informatie (zoals zijn woonplaats) fictief blijkt en hij Shooters hoed in zijn eigen huis aantreft, alsmede de typemachine waarop het manuscript van Shooter moet zijn geschreven. Shooter blijkt het resultaat te zijn van een al langer bestaand schuldgevoel over een plagiaat dat hij daadwerkelijk had gepleegd om zijn doorbraak als schrijver te bewerkstelligen, gecombineerd met de eenzaamheid en mentale druk van de echtscheiding.
Terwijl Shooter zijn geest overneemt, kiest ex-vrouw Amy een bijzonder slecht moment uit om Mort te bezoeken. Mort zou haar niets doen, maar de boers pratende man met het uiterlijk van Mort en een oude hoed op was niet Mort. Shooter valt haar aan en met hulp van een toevallig ter plaatse zijnde verzekeringsagent weten ze hem op het nippertje onschadelijk te maken. Mort wordt weer zichzelf en richt zijn laatste woorden aan Amy.
Nadien blijkt Shooter minder fictief dan gedacht en blijkt dat spookachtige verschijningen van Shooter zijn waargenomen. Mort Rainey had een personage gecreëerd dat zo levendig was, dat het letterlijk tot leven kwam.